# Sjóvars kommun
Sjóvars kommun (färöiska: Sjóvar kommuna) är en kommun på Färöarna, belägen på ön Eysturoy. Kommunen omfattar, förutom centralorten Strendur, även orterna Innan Glyvur, Selatrað, Morskranes och Kolbeinagjógv. Namnet på kommunen kommer från den gamla socken, Sjóvar, som var en kyrkosocken med gränden Sjógv i Strendur som centrum. Kommunen hade vid folkräkningen 2015 totalt 956 invånare.

## Befolkningsutveckling
| Befolkningsutvecklingen i Sjóvars kommun 1985–2015 | Befolkningsutvecklingen i Sjóvars kommun 1985–2015 | Befolkningsutvecklingen i Sjóvars kommun 1985–2015 | Befolkningsutvecklingen i Sjóvars kommun 1985–2015 | Befolkningsutvecklingen i Sjóvars kommun 1985–2015 |
| -------------------------------------------------- | -------------------------------------------------- | -------------------------------------------------- | -------------------------------------------------- | -------------------------------------------------- |
|                                                    |                                                    |                                                    |                                                    |                                                    |
| År                                                 |                                                    |                                                    | Folkmängd                                          |                                                    |
| 1985                                               | 1985                                               |                                                    | 949                                                |                                                    |
| 1990                                               | 1990                                               |                                                    | 1 005                                              |                                                    |
| 1995                                               | 1995                                               |                                                    | 941                                                |                                                    |
| 2000                                               | 2000                                               |                                                    | 1 015                                              |                                                    |
| 2005                                               | 2005                                               |                                                    | 1 047                                              |                                                    |
| 2010                                               | 2010                                               |                                                    | 957                                                |                                                    |
| 2015                                               | 2015                                               |                                                    | 956                                                |                                                    |
|                                                    |                                                    |                                                    |                                                    |                                                    |